# Gregorio Turini
Pour les articles homonymes, voir Turini.
Gregorio Turini (Brescia, vers 1560 – Prague, vers 1600) est un chanteur, joueur de cornet et compositeur italien.

## Biographie
Né à Brescia dans une famille de musiciens, il a été élève de Giovanni Contino. En 1582
il est entré au service de l'empereur Rodolphe II à Prague. Il est mort prématurément laissant un fils Francesco Turini (vers 1589–1656) qui a été également un musicien et compositeur.

## Œuvres
Gregorio Turini a publié :
- un livre de Cantiones admodum devotae cum aliquot psalmis, a quattro voci pari (Venise, A. Gardano, 1589);
- un livre de Canzonette a quattro voci (Nuremberg, P. Kaufmann, 1597),
- un livre de Canzoni tedesche a quattro voci nello stile delle villanelle italiane (Francfort-sur-le-Main, 1590 ou 1610).

Plusieurs de ses pièces sacrées figurent dans la collation  Musica divina pubblicata da K. Proske (Ratisbonne, Pustet, 1854, 1859, 1863).